# Verbascum haynaldianum
Verbascum haynaldianum är en flenörtsväxtart som beskrevs av Borb.. Verbascum haynaldianum ingår i släktet kungsljus, och familjen flenörtsväxter. Inga underarter finns listade i Catalogue of Life.